# Let Love
Let Love è il dodicesimo album in studio del rapper statunitense Common, pubblicato nel 2019.

## Tracce
1. Good Morning Love (featuring Samora Pinderhughes) – 5:31
2. HER Love (featuring Daniel Caesar) – 4:29
3. Dwele's Interlude – 1:09
4. Hercules (featuring Swizz Beatz) – 2:54
5. Fifth Story (featuring Leikeli47) – 5:18
6. Forever Your Love (featuring BJ the Chicago Kid) – 3:39
7. Leaders (Crib Love) (featuring A-Trak) – 3:41
8. Memories of Home (featuring BJ the Chicago Kid & Samora Pinderhughes) – 4:08
9. Show Me That You Love (featuring Jill Scott & Samora Pinderhughes) – 7:30
10. My Fancy Free Future Love – 4:21
11. God Is Love (featuring Leon Bridges & Jonathan McReynolds) – 3:57